# Densímetro

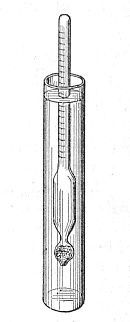
um densímetro

Densímetro é um aparato que tem por objetivo medir a massa específica (também chamada densidade) de líquidos. O densímetro foi inventado por Hipátia, grande matemática e filósofa neoplatônica.
Uma das utilidades do densímetro é inferir propriedades dos líquidos através da inspeção de sua massa específica, principalmente quando os líquidos são misturas de substâncias. Nestes casos é possível inferir se a composição da mistura é a esperada ou não a partir do valor esperado para a massa específica da mistura.

## Concepção
Existem várias maneiras de conceber este aparato, sendo que em uma das formas mais comuns se apresenta como um tubo de vidro longo fechado em ambas as extremidades. Este tubo é mais largo em sua parte inferior e possui uma gradação na parte mais estreita.
Todo o aparato deve ser imerso em um recipiente cheio do líquido do qual se deseja conhecer a massa específica até que ele possa flutuar livremente. A leitura é realizada observando em que marca da gradação fica posicionada a superfície do líquido.

## Princípio físico
O densímetro faz uso do princípio do empuxo descoberto por Arquimedes. O empuxo é a força que provoca a flutuação dos corpos nos líquidos, sendo proporcional a densidade ρ, ao volume do corpo V e a aceleração da gravidade g dado pela relação:
{\displaystyle I=\rho Vg}
Por causa desta relação de proporcionalidade é possível descobrir a densidade dado que a aceleração da gravidade é conhecida e constante, o volume do densímetro também é conhecido e constante assim como a força de empuxo que na flutuação iguala a força peso.

## Nomes comerciais
Dependendo da aplicação dada ao densímetro ele pode possuir outros nomes. É conhecido como alcoolômetro quando é destinado a medir o teor de álcool em uma solução de água e álcool. Também é conhecido como lactômetro ou galactômetro quando se destina a medir a densidade do leite.

## Análise de combustíveis
No Brasil os densímetros são instalados em bombas de combustível para que o consumidor possa averiguar a qualidade do mesmo. Em geral são utilizados para verificar se a quantidade de água no álcool hidratado está dentro das especificações. A solução de álcool hidratado deve conter 5% de água, mas pode ser facilmente adulterada adicionando mais água pois o etanol é facilmente miscível com a água.